# Planisfério de Cantino

O planisfério de Cantino, 1502

O planisfério de Cantino é uma das mais antigas cartas náuticas que representam os descobrimentos marítimos portugueses. Recebeu seu nome de Alberto Cantino, que o obteve clandestinamente em Portugal, em 1502, enviando-o a seu empregador, o duque de Ferrara, na Itália. O seu original conserva-se, atualmente, na Biblioteca Estense, em Módena, na Itália.
É o primeiro mapa de que há registos a incluir o Equador, os trópicos e o Círculo Polar Ártico. Mostra ainda a “linha de Tordesilhas“, decorrente do tratado que dividia o mundo inteiro entre Portugal e Espanha.
Este mapa dita um momento crucial para a cartografia: a transição para a astronavegação, ou seja, uma navegação que tem em conta a orientação dos astros.

## História

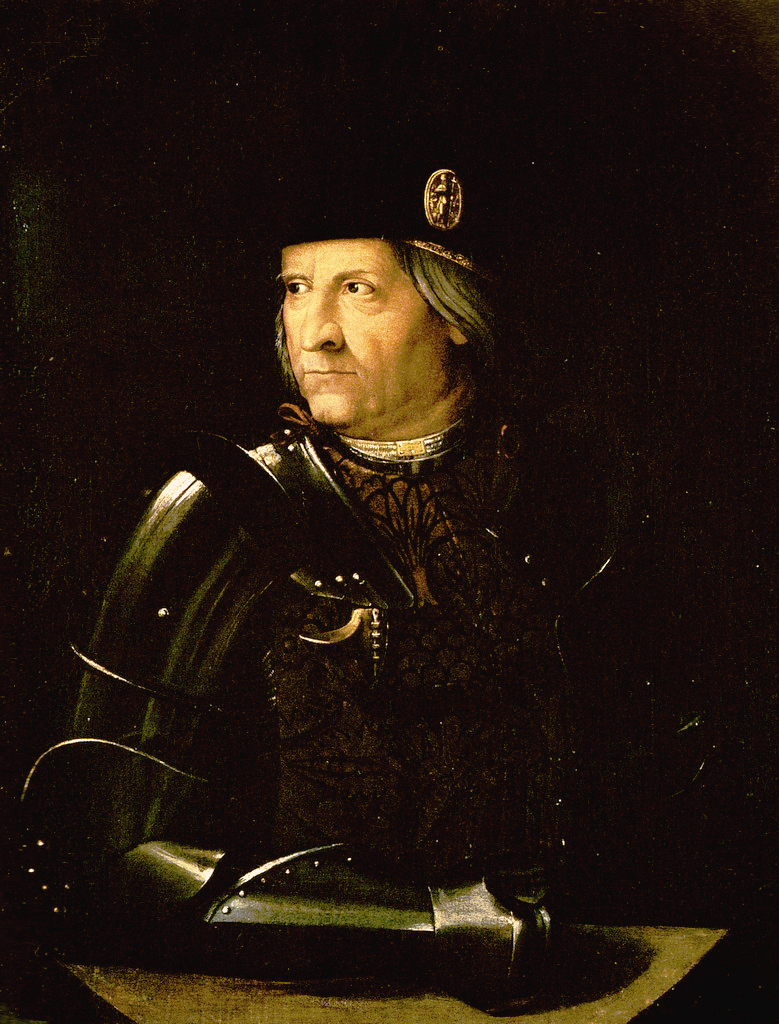
Hércules I d'Este (1472-1505), duque de Ferrara e Módena

O planisfério de Cantino é, na verdade, uma cópia de uma carta de grandes dimensões, baseada no chamado padrão real, que pendia na sala das cartas na Casa da Guiné e da Mina, em Lisboa, órgão que administrava a exploração e a colonização dos novos territórios. Existe a hipótese de que Cantino haja subornado um cartógrafo português ou um ilustrador italiano para que lhe tenha feito uma cópia. De acordo com a historiografia em História do Brasil, ele pagou pela cópia doze ducados de ouro, tendo obtido lucro ao remeter a carta ao duque de Ferrara, pois cobrou-lhe vinte ducados. O ano de realização desta cópia, 1502, está estabelecido com segurança, a partir de uma carta do próprio Cantino, datada de 19 de novembro desse ano, endereçada ao duque de Ferrara, na qual menciona que a carta se encontra com um de seus agentes em Gênova. Duarte Leite cotejou as datas de partida e de chegada, assim como os roteiros, das frotas portuguesas que singravam o Atlântico Sul no período, com os dados apresentados no mapa, concluindo pela data de criação do mapa em outubro de 1502. A inscrição mais recente na carta é a menção ao desaparecimento de Gaspar Corte-Real, reportado em outubro de 1501; a carta contém igualmente detalhes desconhecidos até ao retorno da terceira frota portuguesa de João da Nova, entre 11 e 13 de setembro de 1502. 
Se esta carta pode ajudar os italianos em seu conhecimento do mundo, por lhes revelar muitos territórios até então desconhecidos para eles, ela ficou obsoleta já nos meses seguintes, face às contínuas observações cartográficas das viagens portuguesas. Não obstante, a sua importância no intercâmbio de informações comerciais ítalo-portuguesas não deve ser completamente negligenciada, uma vez que esta carta deu aos italianos o conhecimento da existência do litoral do Brasil e de uma parcela expressiva do litoral atlântico da América do Sul com uma antecipação bastante grande sobre as demais nações europeias, permitindo-lhe usufruir de vantagens comerciais. 
As informações geográficas disponibilizadas pelo planisfério de Cantino foram incluídas no Planisfério de Cavério, desenhado logo após o retorno de Alberto Cantino à Itália. Este último, por sua vez, serviu como referência para a elaboração do Planisfério de Waldseemüller de 1507 graças ao mecenato de René II, duque da Lorena.
O mapa perdeu-se em algum momento de sua história até que, em um dia de 1859, o diretor da Biblioteca Estense em Módena, na Itália, Giuseppe Boni, entrou em uma salsicharia. Enquanto aguardava o atendimento, ao examinar o estabelecimento, os seus olhos pousaram em um antigo pergaminho desenhado, que lhe chamou a atenção, adquirindo-o. Um exame mais cuidadoso revelou tratar-se de uma das mais antigas cartas conhecidas onde figuram a costa do Brasil e a linha de Tordesilhas.

## Características

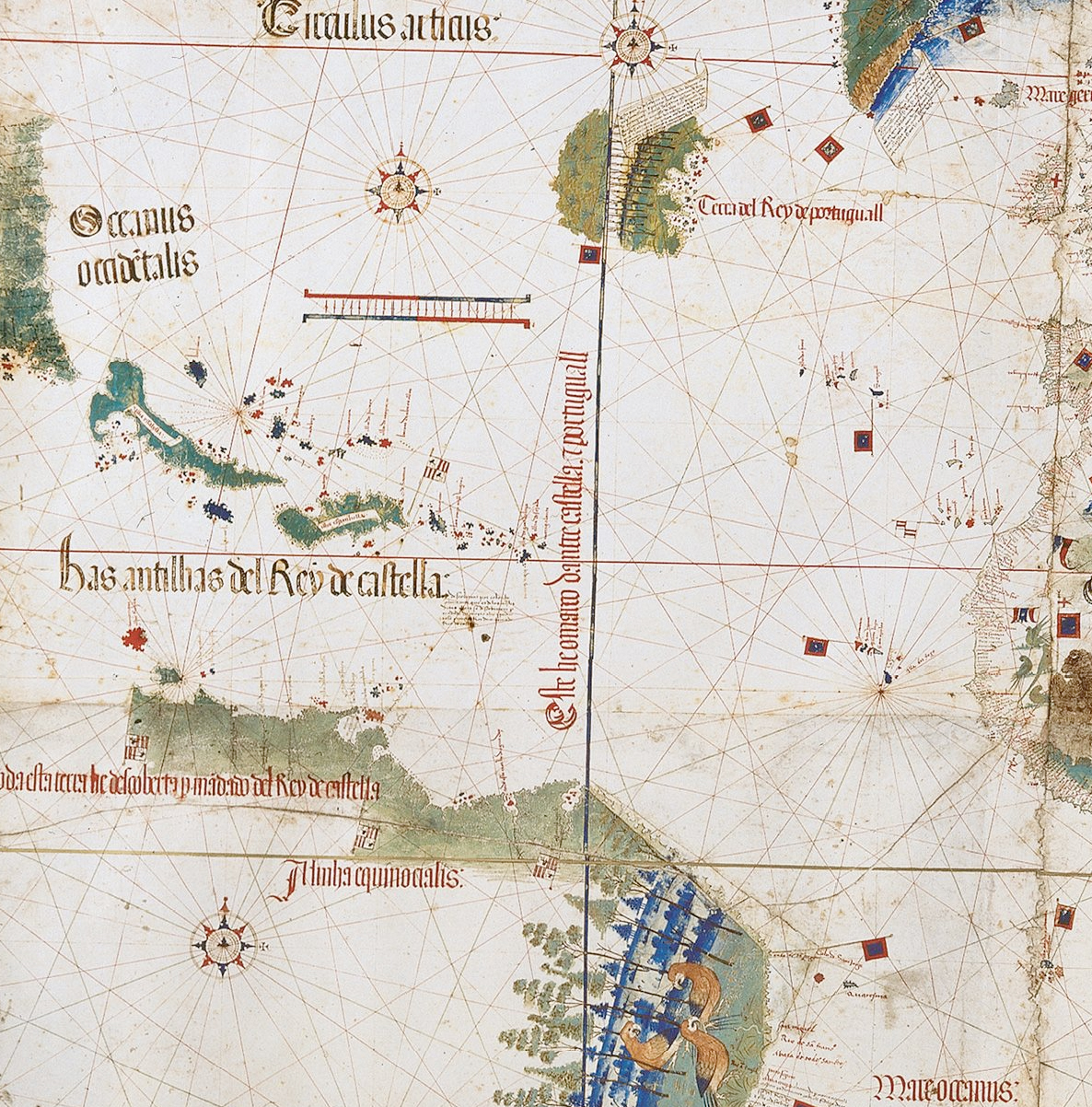
Planisfério de Cantino (1502): detalhe mostrando as Américas

Em sua forma atual, o planisfério mede 2,18 × 1,02 metros. Traz a referência: "Carta da navigar per le Isole nouam tr[ovate] in le parte de l'India: dono Alberto Cantino al S. Duca Hercole" ("Carta náutica das ilhas novamente descobertas na região da Índia: dado por Alberto Cantino ao Sr. duque Hercule"). Não lhe restam mais as bordas ou margens, sem dúvida devido aos maus-tratos sofridos ao longo de sua história.
As suas inscrições são uma mistura de letras góticas e cursivas, a vermelho e preto, o que sugere a participação de diversos autores ou o acrescentamento de notas após a execução da carta. Algumas dessas anotações devem-se possivelmente a Américo Vespúcio que deve ter sido interrogado ao retornar de sua viagem.
Os continentes e as grandes ilhas são representados a verde, ao passo que as pequenas ilhas o são a vermelho ou azul. Bandeiras assinalam a soberania dos territórios, observando-se ainda uma bandeira espanhola na vizinhança de Maracaíbo. O Equador está representado por uma espessa linha dourada, e a linha do tratado de Tordesilhas por uma espessa linha azul. Os trópicos e o Círculo Polar Ártico estão assinalados por finas linhas a vermelho. As numerosas rosas dos ventos e as linhas loxodrómicas a elas associadas fazem com que esta carta se assemelhe a um portulano.
A carta apresenta, em particular, trechos da costa brasileira descobertos a partir de janeiro de 1500 pelos navegadores espanhóis Vicente Yáñez Pinzón e Diego de Lepe, e em abril de 1500 pela armada de Pedro Álvares Cabral — que acreditou, erroneamente, ter alcançado uma ilha. As recém-descobertas terras continentais foram depois exploradas por Gonçalo Coelho e Américo Vespúcio. A região está representada por grandes árvores verdes e douradas, por arbustos azuis e por papagaios com a cor vermelha predominando.
Esta costa foi retocada, tendo lhe sida aposta uma tira de pergaminho, que modifica os contornos entre o leste do Golfo fremosso e um ponto situado logo ao sul do Rio de sã Franc°, este último termo fazendo parte do acréscimo. De acordo com E. Roukema, a construção da costa brasileira foi feita em três etapas: inicialmente a partir da viagem de Cabral; em seguida, após a de Afonso Gonçalves; e por último, após a de João da Nova.
A América do Norte encontra-se indicada em várias partes: o sul da Groenlândia, o leste da Terra Nova, e uma península que pode ser a atual Flórida. A ausência de uma linha costeira entre a Terra Nova e a Flórida pode sugerir que a possibilidade de uma passagem marítima para a China ainda era, então, considerada.
A Groenlândia sobrepõe o Círculo Polar Ártico. A cartucha adjacente indica que os irmãos Corte-Real identificaram-na como as costas orientais da Ásia ("Punte de Assia") e que eles não conseguiram ali desembarcar.
A costa leste da Terra Nova encontra-se desenhada a leste da linha do Tratado de Tordesilhas, com grandes árvores verdes e douradas de longos troncos, e a menção "Terra del Rey de Portuguall". Isso corresponde à descrição dessa região feita pelos irmãos Gaspar e Miguel Corte-Real em 1500-1501.
As Antilhas figuram com a menção "has antilhas del Rey de castella"; é a mais antiga referência do nome antilhas em uma carta geográfica.
Ao sudeste da África, encontra-se Madagascar e o arquipélago das Mascarenhas, antes da sua descoberta "oficial" por Pedro de Mascarenhas em 1512 ou 1513.